# Stema RSS Moldovenești
Stema R.S.S. Moldovenești a fost adoptată în cadrul constituției republicii, la data de 10 februarie 1941. În capitolul al X-lea (intitulat „Gherbul, flaga, capitala”), articolul 122, se stipulează: „Gherbu de stat a R.S.S. Moldovenești constă din chipu sășerii și șiocanului în razele soarelui, care răsare, încadrate cu o cunună de schișe și popușoi. Partea de jos a cununii se încheie cu o ghirleandă din fructe și struguri de poamă. Cununa îi înfășată cu o bindă roșie cu inscripția: «Proletari din toate țările, uniți-vă!» în linghile moldovenească și rusă cu inițialele «R.S.S.M.». Deasupra gherbului este o ste cu șinși colțuri.” Această descriere a fost puțin cizelată în 1943, la tipărirea constituției în volum.

## Prezentare generală
Constituția R.S.S. Moldovenești din 1978 descrie aceeași stemă în mod diferit: „Stema de stat a Republicii Sovietice Socialiste Moldovenești reprezintă imaginea unei seceri și a unui ciocan, luminate de razele soarelui și încadrate în spice și știuleți de păpușoi cu o ghirlandă de struguri și fructe, purtând pe o panglică roșie inscripțiile: în partea de jos «R.S.S.M.», pe partea dreaptă în limba rusă «Пролетарии всех стран, соединяйтесь!», pe partea stângă – în limba moldovenească «Proletari din toate țările, uniți-vă!». În partea de sus a stemei se află o stea în cinci colțuri.”
Stema a fost creată de Evghenii Nichitovici Merega, ale cărui merite în acest sens au fost recunoscute prin hotărârea Conducerii și Biroului de partid al Uniunii Artiștilor Plastici din Moldova din 29 iunie 1971. Creația sa a rămas în vigoare până în 1990, cu mici modificări.

Stema RSS Moldoveneşti (1981 - 1990)

Astfel, în anii '50 a fost schimbată ortografia limbii, astfel încât în lozinca comunistă, îndemnul „uniți-vă” (униць-вэ) a fost scris cu „i” plin, nu cu semnul moale (deci уници-вэ). De asemenea, în 1981 pictorul Alexei A. Colîbneac a îmbunătățit grafica stemei în câteva privințe. A fost eliminată redarea în culori naturale a stemei precum și umbrele și s-a recurs la folosirea unor singure nuanțe. Contururile negre au devenit cafenii, iar razele mari ale soarelui au fost aduse la aceeași lungime, formând un semioval puțin înclinat spre dextra.
Modificările din 1981 au fost menționate și în „Regulamentul cu privire la stema de stat a republicii”, adoptat la 7 mai același an prin Ucazul Prezidiului Sovietului Suprem al R.S.S.M.: „în imaginea în culori a Stemei de Stat a Republicii Sovietice Socialiste Moldovenești secera și ciocanul, soarele, spicele sunt aurii; steaua este roșie, încadrată într-un chenar auriu; panglica și legumele sunt roșii; știuleții și tulpinele de păpușoi, fructele și strugurii sunt de culoarea ocrului auriu; frunzele de viță de vie și de fructe sunt verzi; conturul elementelor e cafeniu.”
La 7 august 1981 Sovietul Miniștrilor R.S.S.M. a aprobat „Instrucția pentru aplicarea regulamentului cu privire la Stema de Stat a R.S.S.M.”
Această emblemă a fost abandonată o dată cu adoptarea unui nou însemn, stema Republicii Moldova, la 3 noiembrie 1990.

## Simbolistica stemei
La 21 aprilie 1965 directorul institutului E. M. Rusev preciza într-o scrisoare de răspuns destinată șefului cancelariei Prezidiului Sovietului Suprem al R.S.S.M., G. F. Savcenco, faptul că elementele componente ale stemei republicii semnifică următoarele:
- „Steaua roșie din fruntea stemei este steaua călăuzitoare a omenirii care construiește comunismul;
- Secera și ciocanul încrucișate întruchipează alianța de nezdruncinat dintre muncitorii și țăranii țării noastre;
- Soarele care răsare reprezintă simbolul luminatelor zori ale comunismului, care evident se fac tot mai simțite;
- Cadrul de spice, știuleți de păpușoi, frunze și struguri de poamă, precum și mere este chemat să reflecte fertilitatea republicii moldovenești, care prin voința Partidului și munca plină de abnegație a locuitorilor ei se transformă în livada înfloritoare a Uniunii Sovietice;
- Lozinca comunistă: «Proletari din toate țările, uniți-vă!» scrisă pe panglica roșie care înfășoară cadrul ne vorbește despre internaționalismul poporului moldovenesc.”

O altă interpretare a stemei R.S.S.M. indică următoarea simbolistică:
- „Razele soarelui răsărind reprezintă revărsatul zorilor, zarea noii ere, era orânduirii comuniste
- Spicele și știuleții de păpușoi reflectă economia republicii, abundența pâinii, legumelor, fructelor și poamei
- Ca un clopot chemător, ca o făclie, care luminează popoarelor întregii lumi calea spre eliberare de sub jugul asupritorilor răsună inscripția pe stemă «Proletari din toate țările, uniți-vă!»
- Steaua cu cinci colțuri spune, că munca pașnică socialistă (într-o altă ciornă «munca pașnică creatoare») a muncitorilor, țăranilor și inteligenței este păzită de Armata Sovietică”

În „Regulamentul cu privire la stema de stat a republicii” din 1981 se preciza faptul că „stema de Stat a Republicii Sovietice Socialiste Moldovenești este un simbol al suveranității de stat a R.S.S. Moldovenești, al alianței de nezdruncinat a muncitorilor, țăranilor și intelectualilor, al prieteniei și frăției oamenilor muncii de toate naționalitățile din republică, care construiesc comunismul.”